# 피해자의 승낙
| |
| 형법 刑法 |
| 형법학 · 범죄 · 형벌 죄형법정주의 |
| 범죄론 |
| 구성요건 · 실행행위 · 부작위범 간접정범 · 미수범 · 기수범 · 중지범 불능범 · 상당인과관계 고의 · 고의범 · 착오 과실 · 과실범 공범 · 정범 · 공동정범 공모공동정범 · 교사범 · 방조범 |
| 항변 |
| 위법성조각사유 · 위법성 · 책임 · 책임주의 책임능력 · 심신상실 · 심신미약 · 정당행위 · 정당방위 · 긴급피난 · 오상방위 · 과잉방위 · 강요된 행위                                     |
| 죄수 |
| 상상적 경합 · 연속범 · 병합죄 |
| 형벌론 |
| 사형 · 징역 · 금고 벌금 · 구류 · 과료 · 몰수 법정형 · 처단형 · 선고형 자수 · 작량감경 · 집행유예                                                                                  |
| 대인범죄 |
| 폭행죄 · 상해치사죄 · 절도죄 |
| 성범죄 · 성매매알선 · 강간죄 |
| 유괴 · 과실치사상죄 · 살인죄 |
| 대물범죄 |
| 손괴죄 · 방화죄 |
| 절도죄 · 강도죄 · 사기죄 |
| 사법절차 방해죄 |
| 공무집행방해죄 · 뇌물죄 |
| 위증죄 · 배임죄 |
| 미완의 범죄 |
| 시도 · 모의 · 공모 |
| 형법적 항변 |
| 자동증, 음주 & 착오 |
| 정신 이상 · 한정책임능력 |
| 강박 · 필요 |
| 도발 · 정당방위 |
| 다른 7법 영역 |
| 헌법 · 민법 · 형법 |
| 민사소송법 · 형사소송법 · 행정법 |
| 포털: 법 · 법철학 · 형사정책 |
| v • d • e • h |

피해자의 승낙(The victim's consent)은 피해자의 허락에 의해 피해자에게 피해를 주었을 때 따로 처벌하는 조항을 두지 않는 한, 벌하지 않는 것을 말한다. 이러한 법리에 따라 처벌을 하지 않는 것이 부당하다고 사회적으로 판단되는 경우 따로 처벌 조항을 두고 있다.
한편, 대한민국의 판례는 형법 제24조의 규정에 의하여 위법성이 조각되는 피해자의 승낙은 개인적 법익을 훼손하는 경우에 법률상 이를 처분할 수 있는 사람의 승낙을 말할 뿐만 아니라 그 승낙이 윤리적, 도덕적으로 사회상규에 반하는 것이 아니어야 한다고 판결한 바 있다.

## 양해와의 구별
양해는 피해자의 동의가 범죄의 구성요건해당성 자체를 조각하는 경우를 말한다. 반면 피해자의 승낙은 구성요건은 조각하지 않고 다만 위법성을 조각할 뿐이다. 양해의 대상이 되는 범죄는 구성요건이 피해자의 의사에 반하는 때에만 실현될 수 있도록 규정되어 있는 범죄로서 각칙상 개인의 자유, 재산, 사생활의 평온을 해하는 범죄가 여기에 해당한다.

## 판례
- 위법성조각사유로서의 피해자의 승낙은 언제든지 자유롭게 철회할 수 있다고 할 것이고 그 철회의 방법에는 아무런 제한이 없다. 대법원 2011. 5. 13. 선고 2010도9962
- 피고인의 부정확 또는 불충분한 설명을 근거로 이루어진 승낙은 위법성을 조각할 유효한 승낙이라고 볼 수 없다. 대법원 1993. 7. 27. 선고 92도2345 참조
- 甲이 乙에게 밍크 45마리는 자신에게 그 권리가 있다고 주장하면서 가져간 데 대하여 乙의 묵시적인 동의가 있었다면, 甲의 주장이 후에 허위로 밝혀졌더라도 그 행위는 절도죄의 절취행위에 해당하지 않는다. 대법원 1990. 8. 10. 선고 90도1211
- 문서위조죄는 문서의 진정에 대한 공공의 신용을 보호법익으로 하는 것이므로 행사할 목적으로 작성된 사문서가 일반인으로 하여금 당해 명의인의 권한 내에서 작성된 문서라고 믿게 할 수 있는 정도의 형식과 외관을 갖추고 있으면 사문서위조죄가 성립하고, 위와 같은 요건을 구비한 이상 명의인이 문서의 작성일자 전에 이미 사망하였더라도 그러한 문서 역시 공공의 신용을 해할 위험성이 있으므로 사문서위조죄가 성립한다. 위와 같이 사망한 사람 명의의 사문서에 대하여도 문서에 대한 공공의 신용을 보호할 필요가 있다는 점을 고려하면, 문서명의인이 이미 사망하였는데도 문서명의인이 생존하고 있다는 점이 문서의 중요한 내용을 이루거나 그 점을 전제로 문서가 작성되었다면 이미 문서에 관한 공공의 신용을 해할 위험이 발생하였다 할 것이므로, 그러한 내용의 문서에 관하여 사망한 명의자의 승낙이 추정된다는 이유로 사문서위조죄의 성립을 부정할 수는 없다(대법원 2011. 9. 29. 선고 2011도6223).

### 피해자의 승낙 부정
- 甲이 乙과 공모하여 乙의 승낙하에 교통사고를 가장하여 보험금을 편취할 목적으로 乙에게 상해를 가한 경우[2]

## 같이 보기
- 사전동의
- 성교 동의 연령
- 의료법